# Pierre Étienne Nicolas Germer Dubout
Pour les articles homonymes, voir Germer.
Pierre Étienne Nicolas Germer Dubout-Boulanger est un homme politique français né le 14 août 1753 à Beauvais et décédé le 25 février 1804 à Beauvais (Oise).

## Biographie
Pierre Étienne Nicolas Germer Dubout est le fils de Laurent Dubout, marchand de la ville de Beauvais, et de Marie Madeleine Charlotte Renault, et le petit-fils de Pierre Louis Dubout, maire de Beauvais de 1756 à 1759.
Bourgeois de Beauvais, Dubout-Boullanger est député de l'Oise de 1791 à 1792, siégeant dans la majorité. Maire de Beauvais en 1793, il est arrêté sur l'ordre du représentant en mission André Dumont, avant d'être libéré après le 9 Thermidor.
Il est nommé administrateur du département sous le Consulat. Le 3 floréal suivant il est nommé conseiller de préfecture de l'Oise, poste qu'il occupe jusqu'à son décès.

## Sources
- « Pierre Étienne Nicolas Germer Dubout », dans Adolphe Robert et Gaston Cougny, Dictionnaire des parlementaires français, Edgar Bourloton, 1889-1891 [détail de l’édition]